# Saint-Auban-sur-l'Ouvèze
 Saint-Auban-sur-l'Ouvèze  là một xã thuộc tỉnh Drôme trong vùng Auvergne-Rhône-Alpes ở đông nam nước Pháp. Xã Saint-Auban-sur-l'Ouvèze nằm ở khu vực có độ cao 637 mét trên mực nước biển.